# Trichocera annulata
Trichocera annulata är en tvåvingeart som beskrevs av Johann Wilhelm Meigen 1818. Trichocera annulata ingår i släktet Trichocera och familjen vintermyggor. Arten är reproducerande i Sverige. Inga underarter finns listade i Catalogue of Life.

## Bildgalleri

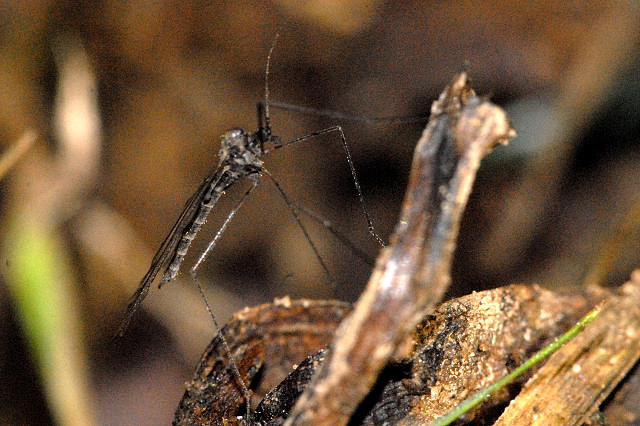
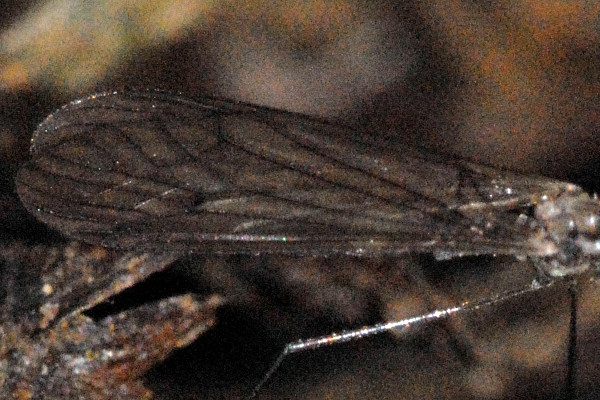
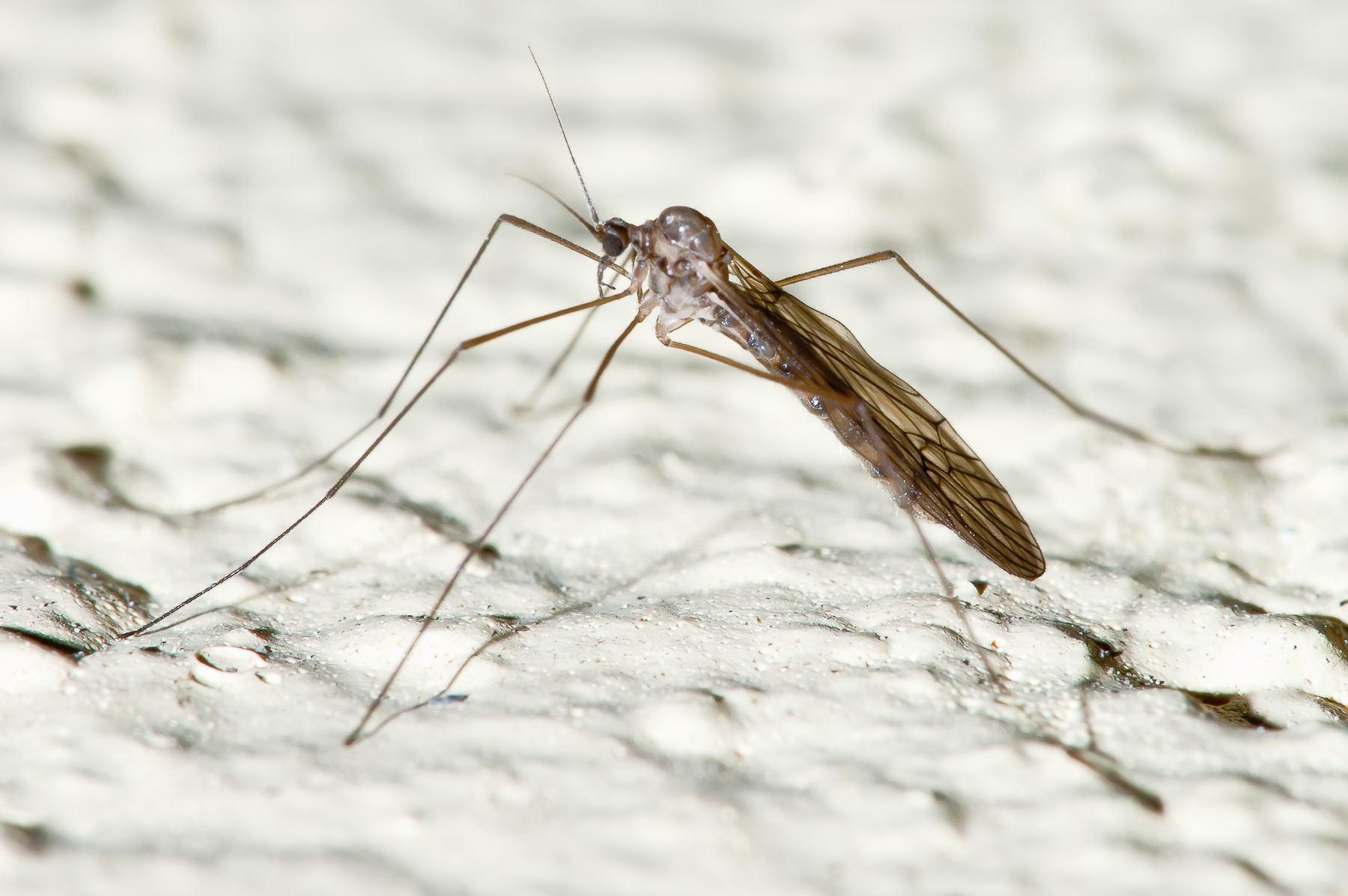